# Pí phướng
Pí phướng là nhạc cụ hơi của nhiều dân tộc ở vùng Tây Bắc Việt Nam. Cái tên nhạc cụ này xuất phát từ tiếng Thái.
Pí phướng là một ống rạ tươi, một đầu có mấu kín. Sát đầu mấu là 1 mảnh hình chữ nhật nhỏ. Mảnh này có đầu rời, đầu kia dính vào thân ống, gọi là lưỡi gà. Giữa thân ống có 2 lỗ bấm, có thể tạo ra 4 âm khác nhau khi người ta thổi. Tuy nhiên 4 âm này không cố định thành 1 hàng âm, chúng gần với các nốt đô, rê, fa, sol.
Pi phương không có bài bản riêng, người thổi dùng nó để chơi những giai điệu của các bài hát phù hợp với cách thể hiện của nó. Người ta thường ngậm kín phần lưỡi gà của pi phướng trong miệng và thổi hơi liên tục.
Pi phướng là nhạc cụ dành riêng cho nữ giới. Các cô gái thổi nó trong mùa gặt.